# Fábio Pena
Fábio Pena (sinh ngày 27 tháng 8 năm 1990) là một cầu thủ bóng đá người Brasil.

## Sự nghiệp câu lạc bộ
Fábio Pena đã từng chơi cho Roasso Kumamoto.